# Escut i bandera de Rugat
L'escut i la bandera de Rugat són els símbols representatius del municipi valencià de Rugat (la Vall d'Albaida).

## Escut heràldic
L'escut oficial de Rugat té el següent blasonament:
| « | Escut quadrilong de punta redona. D'atzur, un castell d'or, assentat (sobre terrassa aïllada) en unes roques del seu color. Al segon quarter, en camp d'argent. En punta dos bàculs d'argent encreuats. Per timbre, corona reial oberta. | » |

## Bandera
La bandera oficial de Rugat té la següent descripció:
| « | Bandera de proporcions 2:3. D'atzur, un castell d'or al centre, acostat de quatre bàculs d'argent en aspa, de dos en dos. | » |

## Història
L'escut s'aprovà per Resolució de 8 de març de 2004, del conseller de Justícia i Administracions Públiques, publicada en el DOGV núm. 4.737, de 22 d'abril de 2004.
La bandera s'aprovà per Resolució de 18 de gener de 2005, del conseller de Justícia i Administracions Públiques, publicada en el DOGV núm. 4.939, de 4 de febrer de 2005.
S'hi representa l'antic castell de Rugat, avui en terme d'Aielo, dalt del tossal; d'origen islàmic, va pertànyer a la corona fins a mitjan segle xiv, en què la senyoria va passar al monestir de la Valldigna i esdevingué centre d'una baronia. A sota, els bàculs al·ludeixen als abats de la Valldigna, barons de Rugat.